# 越里吉
越里吉，又称伊勒希、伊勒奇、伊勒济或越棘，為辽金時代五國部之一，其城為五國部之盟城，故為五国部头城，又称五国城。遺址位於牡丹江與松花江匯流處，今日黑龍江省依蘭縣附近。

## 歷史
辽圣宗(982-1031)时该部归辽，并定期向遼進貢。
靖康之变后，即宋建炎四年，金天会八年(1130)九月二日，北宋徽、欽二帝及皇族还有140余人被女真人俘虏至此，过着坐井观天的囚禁生活。
后該地成為女真斡朵里部、胡里改部的發源地，并在元代形成斡朵里軍民萬戶府及胡里改軍民萬戶府。
元末明初，兩萬戶開始帥眾南遷附明，逐漸形成建州女真。

## 含義
《满洲源流考》根據音近法，认为越里吉實为伊勒希，即满语中Iihi一词，词义为“副”。
但近代學者劉文生等人根據女真語-滿語的演化及周遭地理環境的研究，認為越裡吉應為滿語lrahi一詞，即波浪，漣漪，對應當地混同江(松花江)、胡里改江(牡丹江)、楼肯河以及巴兰河四江汇合之处水波蕩漾的場景

## 遺址
越裡吉城遺址即五国城遗址，又称坐井观天遗址。位于依兰县城西北部，距哈尔滨市区261千米，占地面积3.8万平方米，是省级文物保护单位。遺址西濒牡丹江，东磅倭肯河。城址呈长方形，周长2210米，城垣夯筑，残垣高3米。